# Ken'ya Sawada
Ken'ya Sawada (澤田 拳也, Sawada Ken'ya), né le 28 janvier 1965, est un acteur japonais ayant principalement pris part à des productions hongkongaises. Il a occasionnellement été uniquement crédité par son nom de famille, probablement du fait l'homonymie de son prénom avec le pays[réf. nécessaire].
Né à Kanagawa, Sawada fait sa première apparition dans un film japonais Hey Oilers: The Legend of Skyline. Les seules autres productions japonaises de Sawada incluent Buyūden et Hasami ainsi que la production hongkongaise-japonaise de 1998 B gai waak. Au lieu de cela, Sawada est apparu plus en évidence dans de nombreuses productions de Hong Kong, en commençant par un rôle mineur dans le film Jackie Chan sous pression, réalisé par l'acteur éponyme et sorti en 1995. Sawada est également apparu dans le film Shinjuku Incident, toujours de Jackie Chan, en 2009.
Son plus grand rôle a l'international, est celui du capitaine Sawada dans le film Street Fighter : l'Ultime Combat réalisé par Stephen de Souza en 1994 et basé sur la série de jeux de combat du même nom. Sawada est apparu dans le cadre d'un accord promotionnel avec Capcom, qui désirait initialement voir Sawada incarner le héros principal, Ryu, dans le film. Cependant, sa mauvaise connaissance de la langue anglaise à l'époque rendait le casting très difficile,. C'est l'acteur Byron Mann qui reçut finalement le rôle du principal protagoniste de la franchise vidéoludique.
Comme la plupart des acteurs, Ken'ya Sawada prend également part à la capture d'écran pour l'interprétation du jeu vidéo Street Fighter: The Movie, basé sur le film et premier opus de la franchise à être réalisé en captures d'écran plutôt que par des sprites dessinés. Sawada est également impliqué dans Street Fighter II: The Animated Movie en tant que coordinateur du scénario, et dispose d'un crédit d'écriture sur la série animée Street Fighter II V.

## Filmographie

### Cinéma
- 1990 : Jipangu : Tobatsu
- 1994 : Street Fighter : l'Ultime Combat : Captain Sawada
- 1995 : Jackie Chan sous pression : "Saw"
- 1996 : Somebody Up There Likes Me : Yamada Motokazu
- 1998 : B gai waak : inspecteur Takami
- 2000 : Les Démons à ma porte : Inokichi Sakatsuka
- 2001 : Ye long : Ryuya Tanaka
- 2003 : Buyūden : Azuma Goro
- 2009 : Shinjuku Incident : Nakajima Hiromasa
- 2010 : Ip Man : La légende est née : Kitano Yukio
- 2011 : Le Grand Magicien : Mitearai
- 2012 : Hasami : Ken'ya
- 2018 : Hidden Man : Nemoto Ichiro
- 2018 : Huang Fei Hong: Nu hai xiong feng : Hattori Ichiro

### Télévision
- 1991 : Hey Oilers: The Legend of Skyline : Hanayama (téléfilm)
- 1992 : Tokugawa buraichō (ép. 8)
- 1993 : Itoshi no deka : l'un des attaquants (ép. 19)

## Jeux vidéo
- 1995 : Street Fighter : Captain Sawada
- 1995 : Street Fighter : Captain Sawada